# Willibaldsbrunnen
Der Willibaldsbrunnen ist ein Brunnen in der Mitte des Marktplatzes in Eichstätt. Er wurde 1695 von Jakob Engel errichtet. Die Figur des Hl. Willibald, dem der Brunnen gewidmet ist, wurde von Hans Krumpper erschaffen.

## Beschreibung
Die Denkmalliste für Eichstätt des Bayerischen Landesamts für Denkmalpflege beschreibt den Brunnen wie folgt:
„Willibaldsbrunnen, vierpaßförmiges Becken, 1695 von Giovanni Giacomo Engl, auf dem Brunnenpfeiler Bronzefigur des Hl. Willibald von Hans Krumpper.“
Der Brunnen steht als Nummer D-1-76-123-153 in der bayerischen Denkmalliste.

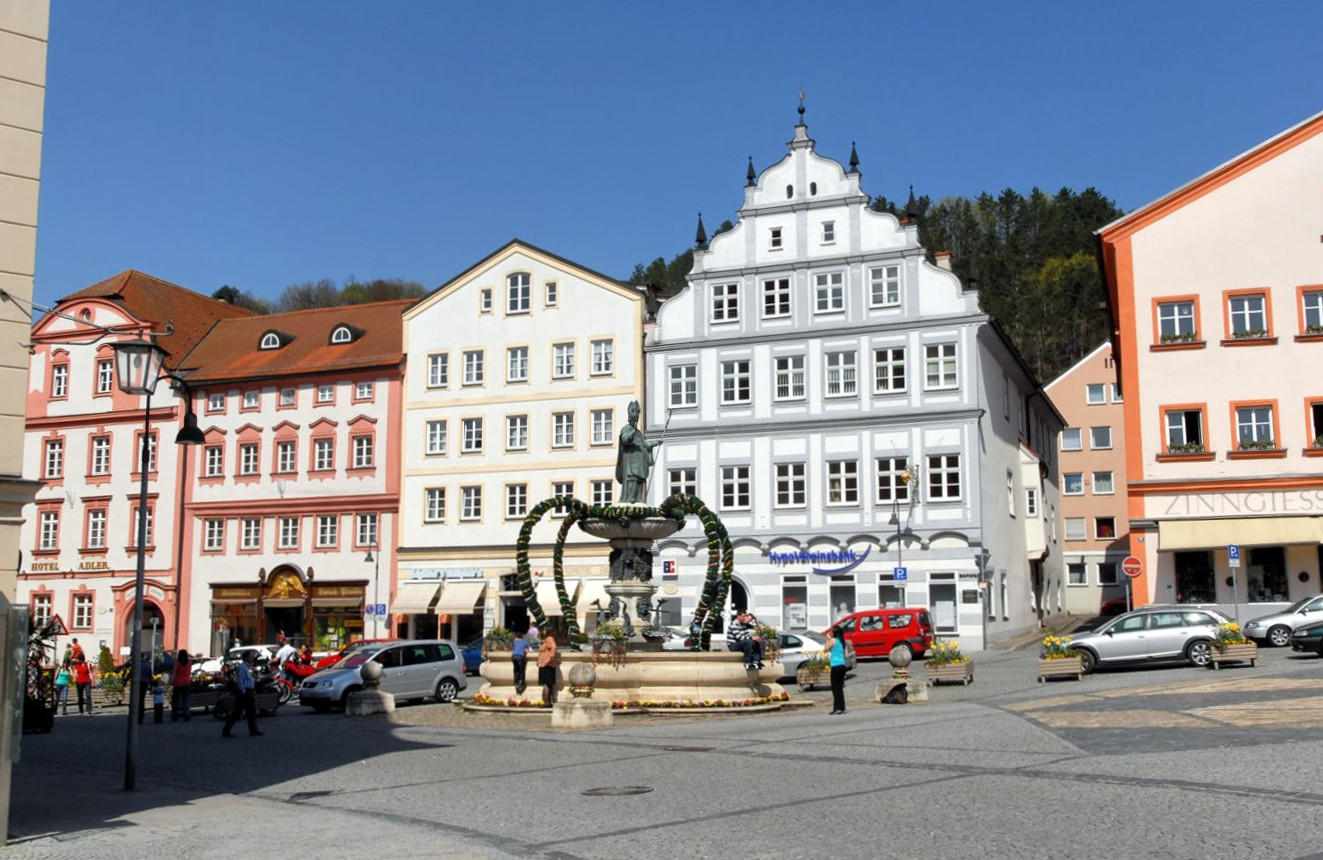
Marktplatze-Ensemble mit Willibaldsbrunnen im Osterschmuck
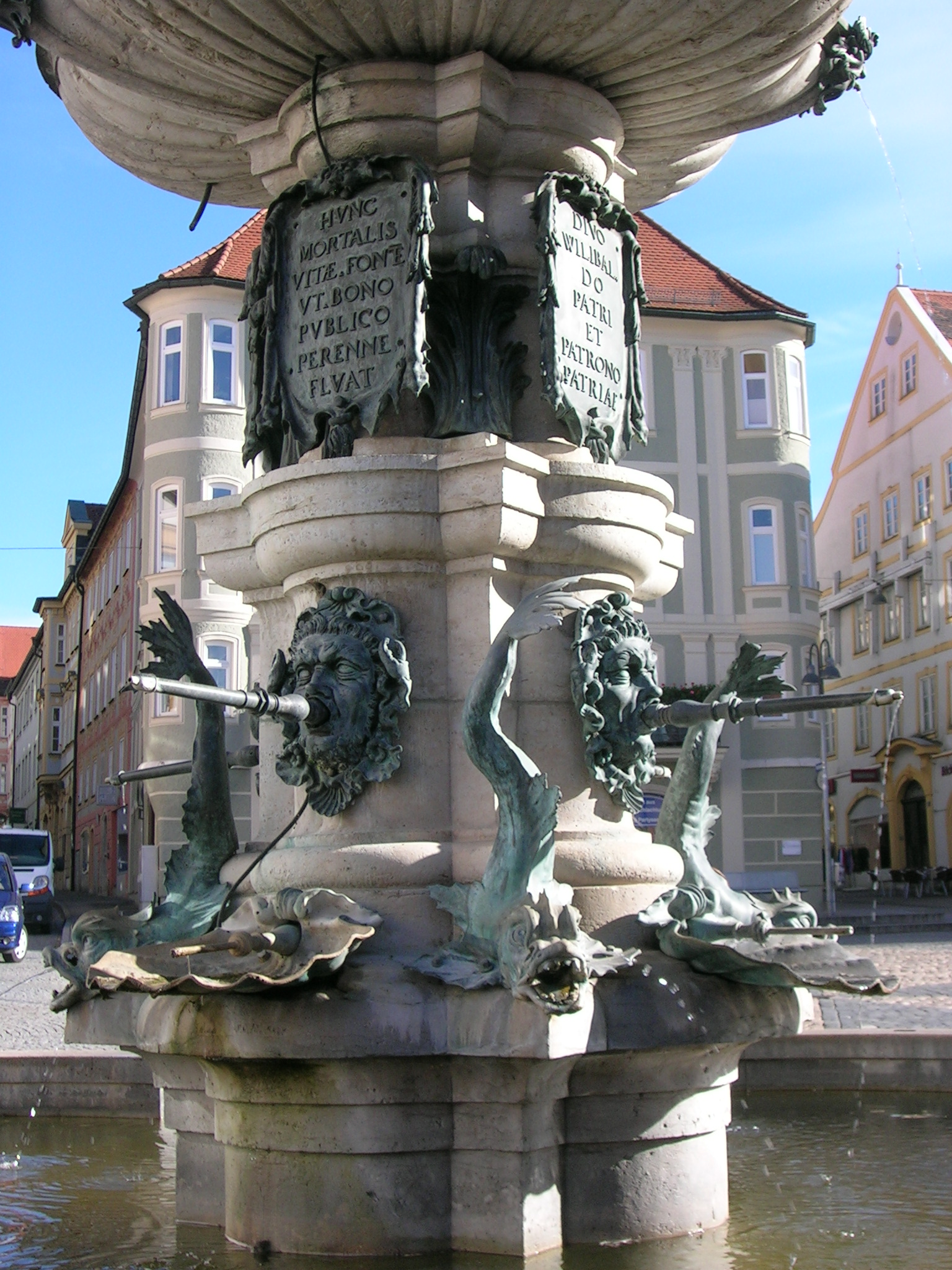
Details der Brunnensäule
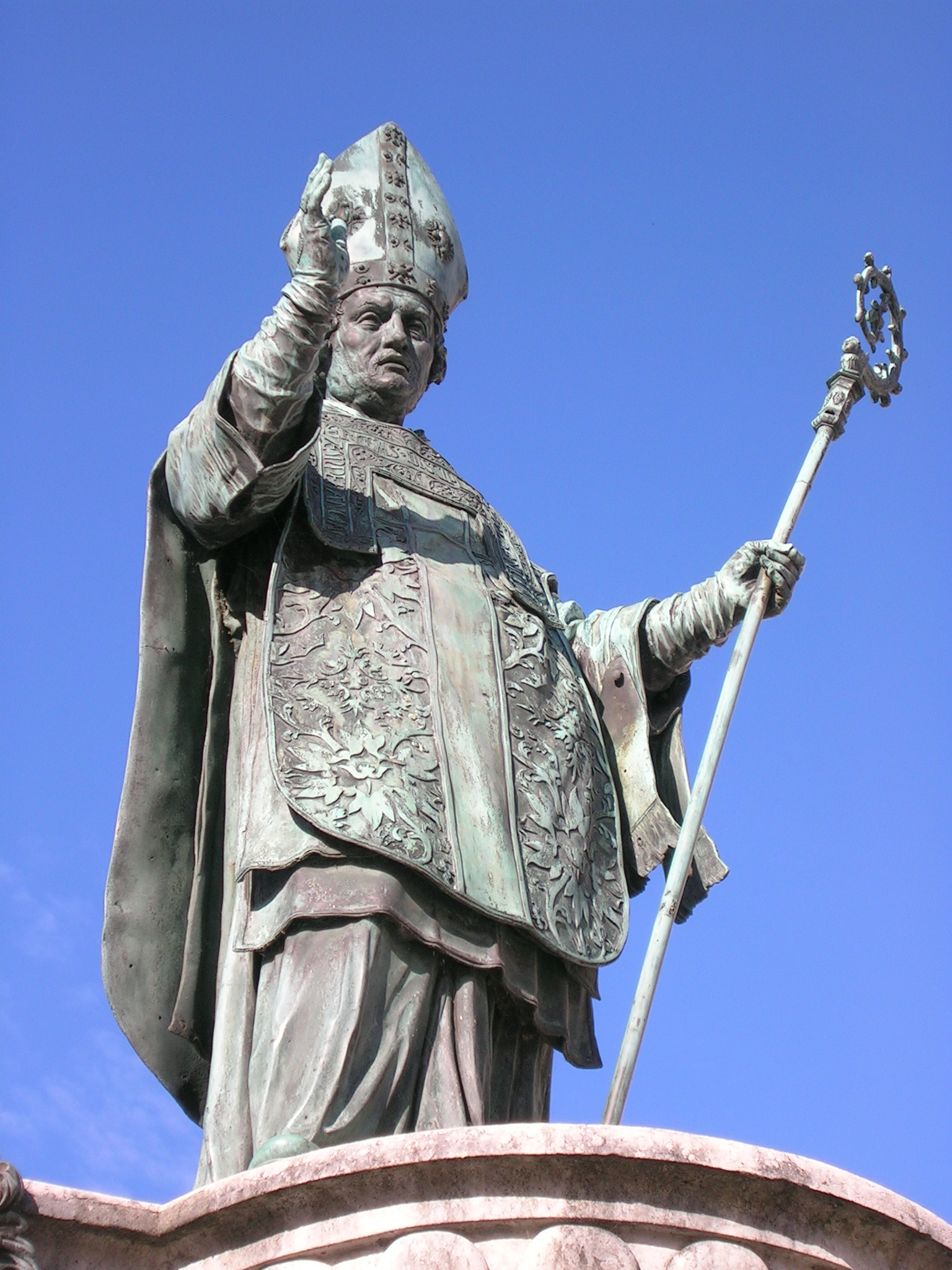
St. Willibald von Hans Krumpper